# Liten är fin
Liten är fin som har undertiteln draken som inte kunde sluta växa är en fabel av Ingrid Sjöstrand utgiven som en bilderbok med illustrationer av Håkan Julie Leonardsson  1978. Boken bearbetades dessförinnan  till ett barnprogram för TV i form av ett bildspel i fem delar som sändes med början 1977.
I boken beskrivs en skog med talande djur varav ett är en liten drake. Draken är rädd och börjar äta för att växa sig större och inte behöva vara rädd. Efter ett tag tappar draken kontrollen över sitt växande och han börjar manipulera andra djur i sin omgivning för att skaffa mer och mer mat. Samtidigt producerar draken mer och mer avskräde och förgiftar omgivningen med etter. Så fort draken får problem växer det ut ett nytt huvud på honom, tills draken har sju huvuden: äthuvudet, prathuvudet, idéhuvudet, etterhuvudet, eldhuvudet, experthuvudet och överhuvudet. Huvudenas uppgifter påminner om olika aspekter av det moderna samhället. Boken slutar med att de andra djuren i skogen dödar draken för att rädda skogen.
Fabeln har tolkats som ett inlägg i miljödebatten och kan uppfattas som förespråkande ett anarko-primitivistiskt synsätt, det vill säga uppfattningen att mänskligheten bör återgå till att leva under småskaliga former, och att ett alltför stort samhälle inriktat på ständig tillväxt kommer att förgöra sig självt.

## Utgåva
- Sjöstrand, Ingrid; Leonardsson Håkan Julie (1978). Liten är fin: [sagan om draken som inte kunde sluta växa] (1. uppl.). Stockholm: Författarförl. Libris 7596085. ISBN 9170542740